# 祭屋出租
《祭屋出租》是改编自真人真事的泰国悬疑惊悚片，由索分·沙达菲斯执导，尼塔莎·吉拉尤吉恩、苏格拉瓦·卡那诺及彭帕克·西里古尔主演。此片由宽屏影业和N.E.T. Studio联合制作，GDH 559发行，于2023年4月6日在泰国上映。

## 故事概梗
Ning（尼塔莎 饰）和Kevin（苏格拉瓦 饰）是一对恩爱的夫妻。一天，他们决定从搬家至公寓，并将原住处出租给一位年迈的退休女医生（彭帕克 饰）。房子出租后，Ning接获邻居投诉房子每到半夜都会传来怪声。她的丈夫及女儿也开始出现种种诡异的行为。

## 演员阵容
- 苏格拉瓦·卡那诺 饰演 Kevin（กวิน）
- 尼塔莎·吉拉尤吉恩 饰演 Ning（หนิง）
- 彭帕克·西里古尔 饰演 ราตรี เขมารักษ์
- 坦雅帕特·玛育拉乐拉（ธัญญภัสร์ มยุรลีลา） 饰演 อิง
- 纳姆芳·帕克蒂（น้ำฝน ภักดี） 饰演 นุช
- 苏菲塔克·查特苏瑞亚旺（สุพิทักษ์ ฉัตรสุริยาวงศ์） 饰演 ต้อม
- 纳特尼帕蓬·茵加莫拉特
- 帕瓦丽萨·苏拉钦

## 制作与宣发
电影《祭屋出租》是GDH 559在2021年新闻发布会上宣布的项目，原定于2022年底在泰国上映，但由于电影放映队列重叠，GDH 559因此将电影的上映日期推迟至2023年。这部电影改编自真实事件。GDH 559与One 31新闻部以及泰国犯罪记者和摄影师协会合作，收集所有相关案例并研发成剧本。
随后，GDH 559于2023年3月9日在尚泰中央世界购物中心顺丰世界影城举行新闻发布会，正式推出电影《祭屋出租》以及公司与NET Studio合作开发该电影。电影结束单在报纸上发布，陈述了恐怖消息。One 31和GMM 25还报道了特别新闻报道，以同步宣传这部电影。包括不断制作独家新闻来宣传电影。电影于2023年3月23日在曼谷Ban Hub Ho Hin举行的「GDH Line-up 2023」新闻发布会上再次正式上映，然后于3月3日在暹罗百丽宫的Paragon Cineplex举行电影媒体放映会。

## 回響

### 票房成绩
2023年4月6日，电影开画票房451万泰铢（全国总收入910万泰铢），成为2023年首映票房最高的泰国电影。上映四天后，电影总票房为1,633万泰铢（国民总收入为2,990万泰铢）。上映18天后，电影全国票房为7,458万泰铢（截至2023年4月23日）。截至2023年4月27日，曼谷、周边地区和清迈的收入为4123万泰铢。